# Championnat du Burkina Faso de football 2002
Navigation
Saison précédente Saison suivante
La saison 2002 du Championnat du Burkina Faso de football est la quarantième édition de la première division au Burkina Faso, organisée sous forme de poule unique, le Championnat National, où toutes les équipes se rencontrent deux fois au cours de la saison. En fin de saison, le dernier du classement est relégué et remplacé par le champion de deuxième division tandis que le club classé 11e affronte le vice-champion de D2 en barrage de promotion-relégation.
C'est le club de l'ASFA Yennenga qui remporte la compétition cette saison après avoir terminé en tête du classement final, avec cinq points d'avance sur l'Union sportive des Forces armées et dix sur le tenant du titre, l'Étoile Filante de Ouagadougou. C'est le cinquième titre de champion du Burkina Faso de l'histoire du club.

## Qualifications continentales
Deux places en compétitions continentales sont réservées aux clubs burkinabés : le champion se qualifie pour la Ligue des champions de la CAF 2003 tandis que le vainqueur de la Coupe du Burkina Faso obtient son billet pour la Coupe de la CAF 2003.

## Les clubs participants
| - Union sportive des Forces armées - Étoile Filante de Ouagadougou - ASFA Yennenga - ASF Bobo-Dioulasso - Racing Club de Bobo - Olympic Nahouri | - US Ouagadougou - Rail Club du Kadiogo - US FRAN - Santos FC - ASEC Koudougou - Union sportive de la Comoé - Promu en Championnat National |

## Compétition
Le barème de points servant à établir le classement se décompose ainsi :
- Victoire : 3 points
- Match nul : 1 point
- Défaite : 0 point

### Classement
| Rang | Équipe                               | Pts | J  | G  | N  | P  | Bp | Bc | Diff |
| ---- | ------------------------------------ | --- | -- | -- | -- | -- | -- | -- | ---- |
| 1    | ASFA Yennenga                        | 49  | 22 | 15 | 4  | 3  | 38 | 17 | +21  |
| 2    | Union sportive des Forces armées'T'C | 44  | 22 | 13 | 5  | 4  | 34 | 12 | +22  |
| 3    | Étoile Filante de Ouagadougou        | 39  | 22 | 10 | 9  | 3  | 30 | 15 | +15  |
| 4    | US Ouagadougou                       | 35  | 22 | 10 | 5  | 7  | 31 | 23 | +8   |
| 5    | US FRAN                              | 26  | 22 | 6  | 8  | 8  | 18 | 24 | -6   |
| 6    | ASF Bobo-Dioulasso                   | 25  | 22 | 5  | 10 | 7  | 18 | 20 | -2   |
| 7    | Racing Club de Bobo                  | 24  | 22 | 5  | 9  | 8  | 16 | 20 | -4   |
| 8    | Santos FC                            | 24  | 22 | 6  | 6  | 10 | 18 | 31 | -13  |
| 9    | ASEC Koudougou                       | 23  | 22 | 5  | 8  | 9  | 19 | 31 | -12  |
| 10   | Rail Club du Kadiogo                 | 22  | 22 | 5  | 7  | 10 | 23 | 32 | -9   |
| 11   | Union sportive de la ComoéP          | 20  | 22 | 4  | 8  | 10 | 17 | 27 | -10  |
| 12   | Olympic Nahouri                      | 19  | 22 | 4  | 7  | 11 | 14 | 24 | -10  |

|  | Qualification pour la Ligue des champions de la CAF 2003                      |
|  | Qualification pour la Coupe de la CAF 2003                                    |
|  | Participation au barrage de promotion-relégation                              |
|  | Relégation directe en D2                                                      |
|  | T : Tenant du titre C : Vainqueur de la Coupe du Burkina Faso P : Promu de D2 |

### Matchs

#### Barrage de promotion-relégation
Le 11e du Championnat national affronte le vice-champion de D2 en barrage pour déterminer le dernier club participant au championnat de première division la saison suivante.
| Équipe 1        | Résultat | Équipe 2                   | Aller | Retour |
| --------------- | -------- | -------------------------- | ----- | ------ |
| AS SONABEL (D2) | 0 - 2    | Union sportive de la Comoé | 0 - 2 | -      |

- Le résultat du match retour n’est pas connu mais on sait que les deux clubs se maintiennent dans leur championnat respectif.

## Bilan de la saison
| Championnat du Burkina Faso de football 2002             |                                  |
| Champion                                                 | ASFA Yennenga (5e titre)         |
| Coupes et trophées                                       |                                  |
| Vainqueur de la Coupe du Burkina Faso 2002               | Union sportive des Forces armées |
| Qualifications continentales                             |                                  |
| Ligue des champions de la CAF 2003                       | ASFA Yennenga                    |
| Coupe d'Afrique des vainqueurs de coupe de football 2003 | Aucun                            |
| Coupe de la CAF 2003                                     | Étoile Filante de Ouagadougou    |
| Promotions et relégations                                |                                  |
| Promus en Championnat National                           | Kiko Football Club               |
| Relégués en Deuxième division                            | Olympic Nahouri                  |